# Ramzi Moustapha
Ramzi Moustapha, né en 1926 à Dahme[Où ?], est un peintre égyptien.

## Biographie
Né en 1926 à Dahme, il a étudié les arts décoratifs à l'université du Caire. Il a ensuite étudié la céramique à l'Istituto Statale d'Arte per la Ceramica de Faenza, en Italie, et au Royal Academy de Londres. Il poursuit sa formation artistique à l'université de Moscou et à l'université de l'Iowa aux États-Unis.